# Sır-Talsperre
Die Sır-Talsperre liegt am Ceyhan in der Südost-Türkei etwa 30 km westlich der Provinzhauptstadt Kahramanmaraş in der gleichnamigen Provinz.
Die Sır-Talsperre wurde zur Energiegewinnung in den Jahren 1987–1991 errichtet.
Das Absperrbauwerk ist eine 116 m (über der Talsohle) hohe Bogenstaumauer aus Beton. 
Das Mauervolumen beträgt 494.000 m³.
Der Stausee bedeckt eine Fläche von 47,5 km² und besitzt einen Speicherraum von 1120 Mio. m³. Neben dem Ceyhan münden noch die Flüsse Aksu Çayı und Körsulu Deresi in den Stausee.
Das Wasserkraftwerk verfügt über drei 95 MW-Francis-Turbinen. Das Regelarbeitsvermögen beträgt 725 GWh im Jahr.
Oberstrom befindet sich die Kılavuzlu-Talsperre, flussabwärts liegt die Berke-Talsperre.